# Couronne de Bourgogne
La couronne de Bourgogne est une couronne aujourd'hui disparue, utilisée par les roi du second royaume de Bourgogne ou royaume d'Arles. Elle fut utilisée la dernière fois pour le couronnement de Charles Quint.

## Description
Selon Nicolas Fabri de Peiresc, elle peut être décrite comme : 

« Un bandeau filigrané orné de cabochons ainsi que deux étriers en croix adhèrent à la tête en épousant la forme du crâne. La couronne est enrichie d’un tour de perles grosses comme des gros pois entre deux rangs de cailloux de rubis et des gros saphirs sur les assemblages des charnières avec des émeraudes en croix. »

## Histoire
Son histoire pourrait débuter avec Boson de Provence au IXe siècle dans le royaume de Basse Bourgogne. Ce dernier aurait fait réaliser une réplique de sa couronne, pour le chef reliquaire de saint Maurice conservé à la cathédrale Saint-Maurice de Vienne.
On entend parler de cette couronne pour la première fois avec certitude, en 1038 lors du sacre d'Henri III en tant que roi de Bourgogne.
La couronne est à nouveau évoquée le 30 juillet 1178 lors du couronnement de l'empereur Frédéric Barberousse en tant que roi de Bourgogne permis par son mariage avec Béatrice de Bourgogne, le 9 juin 1156.
Le dernier sacre au cours duquel la couronne est utilisée est celui de Charles Quint le 24 novembre 1530.

## Représentations
Le chef reliquaire de saint Candide conservé à l'abbaye de saint Maurice semble porter une version très proche de la couronne de Bourgogne.

## Reconstitution

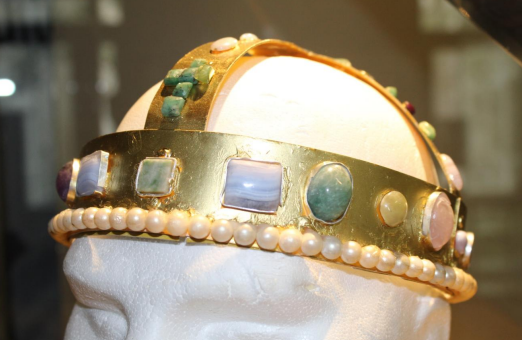
Essai de reconstitution de la couronne de Bourgogne.

En 2019, la Société archéologique et numismatique de la Drôme a reconstitué cette couronne perdue, visible désormais à Collégiale Sainte Croix de Montélimar.